# 寝屋川市立石津小学校
寝屋川市立石津小学校（ねやがわしりつ いしづしょうがっこう）は、大阪府寝屋川市石津元町にある公立小学校。最寄り駅は京阪電鉄香里園駅。

## 沿革
- 1982年4月1日 - 開校
- 1984年4月1日 - 難聴児学級発足
- 1985年2月4日 - 校歌制定
- 2000年9月6日 - パソコン室設置
- 2002年6月19日 - 各教室扇風機取り付け工事開始、パソコン室エアコン工事開始
- 2005年2月26日 - パソコン室LAN工事、監視カメラ・インターホン設置工事

## 学校行事
| - 4月 入学式、始業式 - 5月 - 6月 | - 7月 終業式 - 8月 始業式 - 9月 | - 10月 運動会 - 11月 - 12月 終業式 | - 1月 始業式、避難訓練 - 2月 マラソン大会 - 3月 卒業式、修了式 |

## 通学区域
- 石津中町、石津東町、石津元町、日新町[1]

## 進学先中学校
- 寝屋川市立友呂岐中学校[1]